# Aleksandar Blagojević (volley-ball, 1993)
Pour les articles homonymes, voir Blagojević.
Ne pas confondre avec le joueur serbe de volley-ball Aleksandar Blagojević.
Aleksandar Blagojević (né le 18 janvier 1993 à Vienne) est un joueur autrichien de volley-ball. Il mesure 2,06 m et joue attaquant. Il est international autrichien.

## Clubs
| Club                  | De        | À         |
| --------------------- | --------- | --------- |
| Aon hotVolleys Vienne | 2011-2012 | 2012-2013 |
| Pallavolo Modène      | 2013-2014 | ...       |

## Palmarès
Néant.